# 山口憲
山口 憲（やまぐち あきら、1948年 - ）は能装束研究者。京都市出身。立命館大学経営学部卒業。山口能装束研究所所長。
1972年より能装束の調査研究をはじめ、能装束の復元およびそれらの展覧会を手がける。また国内外での展覧会の開催や研究書の出版を行う。
1995年日本文化芸術財団より第2回日本伝統文化振興賞受賞。
2004年にはヨーロッパ、アメリカでの能装束展覧による日本伝統文化の紹介が評価され外務大臣表彰を受賞。